# Buchenfried
Buchenfried ist ein Wohnplatz der Stadt Buckow im Landkreis Märkisch-Oderland im Land Brandenburg.
Der Wohnplatz liegt südwestlich des Stadtzentrums und dort am westlichen Ufer des Schermützelsees. Südlich liegt der weitere Wohnplatz Fischerkehle, westlich durch die Bundesstraße 178 getrennt der Gemeindeteil Hasenholz sowie nördlich der Ortsteil Bollersdorf der Gemeinde Oberbarnim.